# Campeonato Panamericano de Judo de 2007
El XXXII Campeonato Panamericano de Judo se celebró en Montreal (Canadá) entre el 24 y el 27 de mayo de 2007 bajo la organización de la Unión Panamericana de Judo.
En total se disputaron dieciocho pruebas diferentes, nueve masculinas y nueve femeninas.

## Resultados

### Masculino
| Evento            | Oro                       | Plata                                    | Bronce                                                                |
| ----------------- | ------------------------- | ---------------------------------------- | --------------------------------------------------------------------- |
| –55 kg            | Sergio Mattey · Venezuela | Dagoberto Botello · República Dominicana | Kyle Taketa · Estados Unidos · John Jairo Futtinico · Colombia        |
| –60 kg            | Frazer Will · Canadá      | Denílson Lourenço · Brasil               | Javier Guédez · Venezuela · Miguel Albarracín · Argentina             |
| –66 kg            | Yordanis Arencibia · Cuba | Leandro Cunha · Brasil                   | Sasha Mehmedovic · Canadá · Ludwig Ortiz · Venezuela                  |
| –73 kg            | Ryan Reser Estados Unidos | Pedro Guedes · Brasil                    | Nicholas Tritton · Canadá · Ronald Girones · Cuba                     |
| –81 kg            | Oscar Cárdenas · Cuba     | Emmanuel Lucenti Argentina               | Aaron Cohen · Estados Unidos · Mario Valles · Colombia                |
| –90 kg            | Tiago Camilo · Brasil     | José Gregorio Camacho · Venezuela        | Garry St. Leger · Estados Unidos · Jorge Benavides · Cuba             |
| –100 kg           | Oreidis Despaigne · Cuba  | Leonardo Leite · Brasil                  | Keith Morgan · Canadá · Teófilo Diek · República Dominicana           |
| +100 kg           | Daniel Hernandes · Brasil | Óscar Brayson · Cuba                     | Kirk Hoffmann Estados Unidos Joel Brutus Haití                        |
| Categoría abierta | Carlos Honorato · Brasil  | Óscar Brayson · Cuba                     | Franklin Pérez · República Dominicana · Adler Volmar · Estados Unidos |

### Femenino
| Evento            | Oro                             | Plata                               | Bronce                                                     |
| ----------------- | ------------------------------- | ----------------------------------- | ---------------------------------------------------------- |
| –44 kg            | María Velásquez · Venezuela     | Alexa Liddie Estados Unidos         | Andrea Madgett · Canadá                                    |
| –48 kg            | Yanet Bermoy Acosta · Cuba      | Daniela Polzin · Brasil             | Glenda Miranda · Ecuador · Lisseth Orozco · Colombia       |
| –52 kg            | Sheila Espinosa · Cuba          | María García · República Dominicana | Érika Miranda · Brasil · Flor Velázquez · Venezuela        |
| –57 kg            | Valerie Gotay Estados Unidos    | Danielle Zangrando · Brasil         | Yadinis Amaris · Colombia · Yagnelis Mestre · Cuba         |
| –63 kg            | Driulis González Morales · Cuba | Daniela Krukower Argentina          | Ysis Barreto · Venezuela · Jessica García · Puerto Rico    |
| –70 kg            | Yuri Alvear · Colombia          | Mayra Aguiar · Brasil               | Ronda Rousey · Estados Unidos · Onix Cortés Aldama · Cuba  |
| –78 kg            | Edinanci Silva · Brasil         | Yurisel Laborde · Cuba              | Marylise Lévesque · Canadá · Lorena Briceño · Argentina    |
| +78 kg            | Ibis Dueñas · Cuba              | Melissa Mojica Puerto Rico          | Carmen Chalá · Ecuador · Vanessa Zambotti · México         |
| Categoría abierta | Idalys Ortiz · Cuba             | Priscila Marques · Brasil           | Amy Cotton · Canadá · Heidi Moore-Seibold · Estados Unidos |

## Medallero
| Núm. | País                 | Oro | Plata | Bronce | Total |
| ---- | -------------------- | --- | ----- | ------ | ----- |
| 1    | Cuba                 | 8   | 3     | 4      | 15    |
| 2    | Brasil               | 4   | 8     | 1      | 13    |
| 3    | Estados Unidos       | 2   | 1     | 7      | 10    |
| 4    | Venezuela            | 2   | 1     | 4      | 7     |
| 5    | Canadá               | 1   | 0     | 6      | 7     |
| 6    | Colombia             | 1   | 0     | 4      | 5     |
| 7    | Argentina            | 0   | 2     | 2      | 4     |
| 7    | República Dominicana | 0   | 2     | 2      | 4     |
| 9    | Puerto Rico          | 0   | 1     | 1      | 2     |
| 10   | Ecuador              | 0   | 0     | 2      | 2     |
| 11   | Haití                | 0   | 0     | 1      | 1     |
| 11   | México               | 0   | 0     | 1      | 1     |
|      | TOTAL                | 18  | 18    | 35     | 71    |